# Daisy Kaitano
Daisy Kaitano, née le 20 septembre 1993 à Harare, est une footballeuse internationale zimbabwéenne évoluant au poste de milieu de terrain.

## Biographie
Membre de l'équipe du Zimbabwe, elle participe avec son pays aux Jeux olympiques d'été de 2016 organisés au Brésil. Lors du tournoi olympique, elle joue trois matchs. Avec un bilan peu reluisant de trois défaites en trois matchs, 15 buts encaissés et seulement trois buts marqués, le Zimbabwe ne dépasse pas le premier tour du tournoi.